# Fritillaria pyrenaica

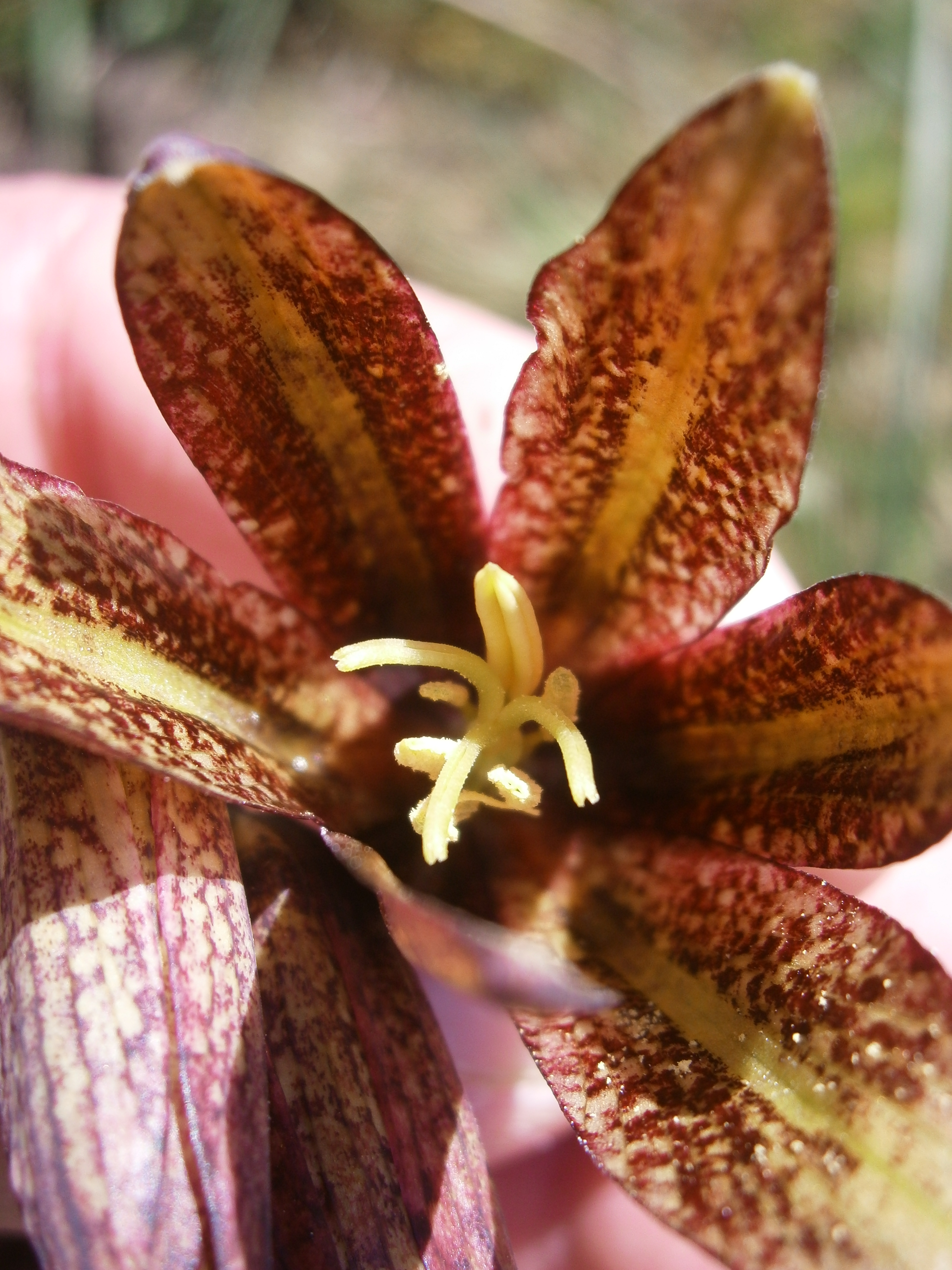
Flor

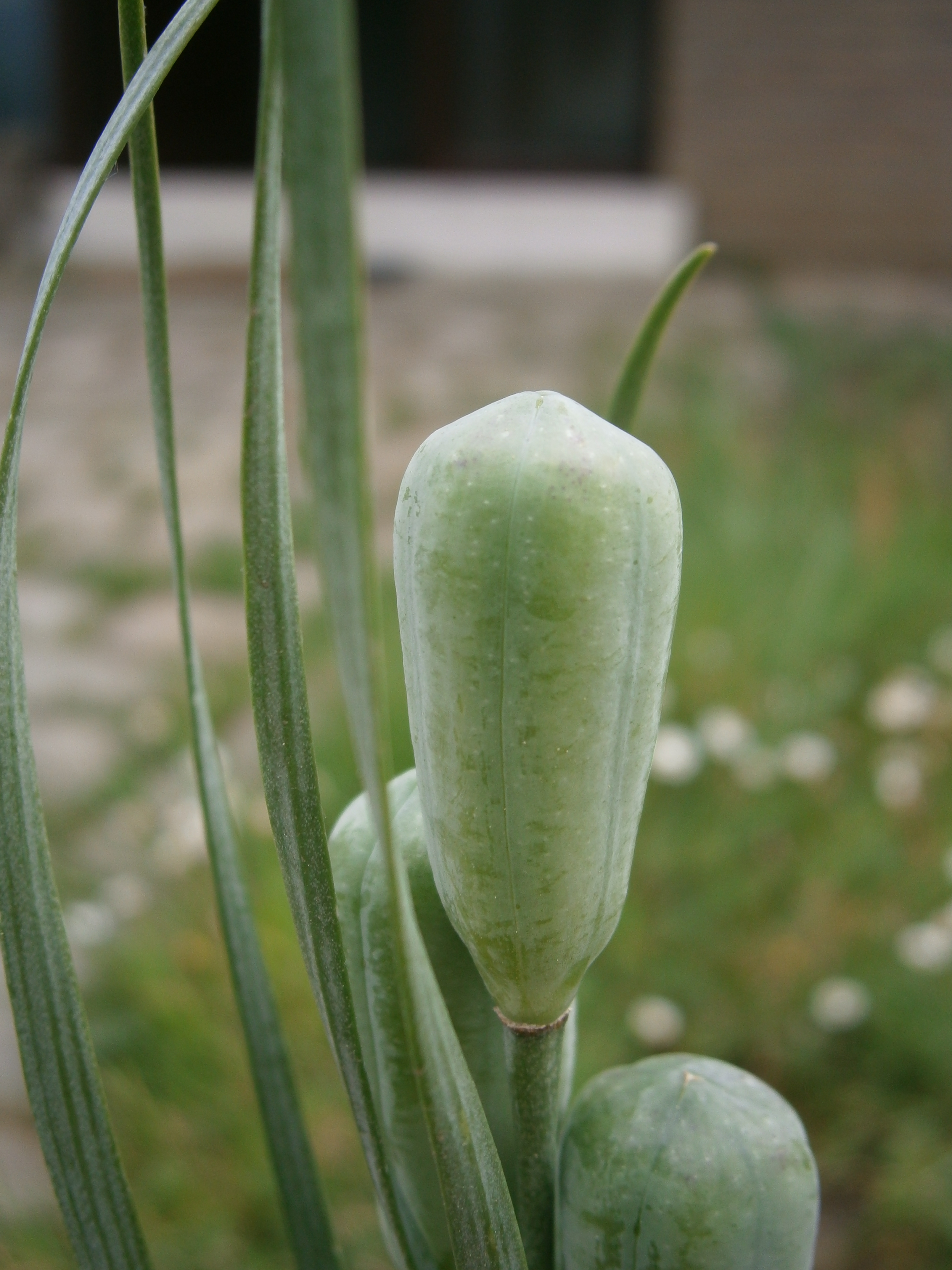
Detall

Fritillaria pyrenaica és una planta del gènere Fritillaria i nadiua de la península Ibèrica.
Té un bulb del qual sorgeix una sola tija que pot arribar a una alçada de 45 cm, amb unes poques fulles alternes de forma linear-lanceolada. La tija es remata per una flor solitària en forma de gran campana amb tèpals lliures de color porpra tenyida de marró amb una mica de groc.

## Taxonomia
Fritillaria pyrenaica va ser descrita i publicada per Carl van Linné en Species Plantarum 304, 1753.
Etimologia
Fritillaria: nom genèric que deriva del terme llatí per a un gobelet (fritillus) i, probablement, es refereix al patró de quadres de les flors de moltes espècies.
pyrenaica: epítet geogràfic que al·ludeix a la seua localització als Pirineus.
Varietat acceptada
- Fritillaria pyrenaica subsp. boissieri (Costa) Vigo & Valdés.

Sinonímia
- Fritillaria aquitanica Mill.
- Fritillaria linophylla Doumenjou exNyman
- Fritillaria lurida Salisb.
- Fritillaria nervosa Willd.
- Fritillaria nigra Mill.
- Fritillaria pyrenaea Gren.
- Fritillaria tardiflora Lehm. exSchult. & Schult.f.
- Fritillaria umbellata Mill.[4]